# Marta Sobral
Marta de Souza Sobral (São Paulo, 23 de março de 1964) é uma ex-jogadora de basquetebol brasileira. É dona de duas medalhas em Jogos Olímpicos e três em Jogos Pan-Americanos.
Também possui atividade na política, sendo filiada ao Partido dos Trabalhadores (PT). Já foi candidata a vereadora e a deputada federal, tendo atuado no Ministério do Esporte no terceiro mandato do governo de Luiz Inácio Lula da Silva.

## Biografia
Membro de uma família de oito irmãos esportistas. Um deles a chamou para conhecer o basquete do Palmeiras. Com 13 anos e medindo 1,90m, chamou a atenção do técnico, que a convidou para integrar a equipe do Hebraica, na época treinado por Wlamir Marques. Depois, passou a jogar pelo Pirelli, de Santo André, chegando até a equipe principal.
Em 1981, foi convocada para a seleção juvenil, sendo campeã sul-americana. Em 1983, foi medalha de bronze nos Jogos Pan-Americanos de Caracas. Já em 1991, foi medalha de ouro na edição de Havana.
Pela seleção brasileira, foi hexacampeã sul-americana: em 1981, 1986, 1989, 1991, 1993 e 1995. Suas maiores conquistas foram as medalhas de prata nos Jogos Olímpicos de Verão de 1996, em Atlanta, e bronze na edição de 2000, em Sydney.
Por clubes, foi campeã nacional em 1998 e tricampeã da Taça Brasil nos anos de 1989, 1992 e 1993. Em 1996, foi a primeira brasileira a atuar na American Basketball League, liga que rivalizava com a WNBA, onde defendeu o Philadelphia Rage. Encerrou a carreira em 2003, quando jogava pelo Clube de Desportos da Maxaquene, em Moçambique.

## Fora das quadras
Em 1985, Marta completou um curso de modelo na cidade de Santo André. Posou nua para a revista Playboy em 1991.
Após ter deixado as quadras, Marta se dedicou a projetos sociais. Foi diretora do projeto  “Lance Livre”, que incentivava a prática esportiva de crianças nas comunidades de Heliópolis e Barueri.
Em 2012 participou da primeira edição do reality show Amazônia, da Rede Record.

## Vida pessoal

### Família
É irmã de Leila Sobral, também medalhista nos Jogos Olímpicos de 1996. Seus irmãos Jefferson e Márcia também jogaram basquetebol profissionalmente.

### Sexualidade
Comentou sobre sua sexualidade em 2022, ao falar sobre preconceito no esporte. Em uma entrevista, Marta referiu-se como uma mulher "negra, careca e gay pedindo por mais respeito". A jogadora já teve relacionamentos com homens, tendo namorado o gaúcho Fábio Malafaia em 1991.

## Carreira política
Estreou na vida política como Secretária Municipal de Esportes e Lazer da Prefeitura Municipal de Santo André, durante a gestão do prefeito Carlos Grana (PT), que chefiou o município entre 2013 a 2016.
Em seguida, Marta Sobral se lançou na disputa eleitoral ao se candidatar, pelo PDT, ao cargo de vereadora para a Câmara Municipal de Santo André, porém, não conseguiu ser eleita, ficando na suplência.
Em 2020, filiada ao partido político Patriota, ela se candidatou novamente ao cargo de vereadora do Município de Santo André, também não conseguindo se eleger, tendo permanecido na suplência.
Em 2022, ela se candidatou a deputada federal pelo Partido dos Trabalhadores, eleição em que obteve a maior votação em sua carreira política ao conquistar 13.839 votos.

### Atividades cívico-políticas
Em 14 de novembro de 2022, Marta Sobral foi uma das especialistas designadas para integrar o Grupo Técnico de Esporte do Gabinete de Transição Governamental, grupo responsável por avaliar a situação das políticas públicas no país e, então, propor soluções para eventuais problemas identificados e aperfeiçoamentos das ações existentes ao subsidiar o relatório final da Equipe de Transição Governamental 2022-2023.
Em fevereiro de 2023, foi indicada pela então ministra do Esporte Ana Moser para ser a secretária de Esporte de Alto Desempenho no terceiro mandato de Luiz Inácio Lula da Silva. Deixou o cargo em novembro do mesmo ano, pouco tempo após a entrada de André Fufuca para o Ministério do Esporte.

### Desempenho eleitoral
| Ano  | Eleição                  | Cargo            | Partido  | Votos        | %    | Resultado | Ref.   |
| ---- | ------------------------ | ---------------- | -------- | ------------ | ---- | --------- | ------ |
| 2016 | Municipal de Santo André | Vereadora        | PDT      | 475 votos    | n.a. | Suplente  | [ 10 ] |
| 2020 | Municipal de Santo André | Vereadora        | Patriota | 96 votos     | n.a. | Suplente  | [ 11 ] |
| 2022 | Estadual de São Paulo    | Deputada Federal | PT       | 13.839 votos | n.a. | Suplente  | [ 12 ] |

## Clubes
- Hebraica (SP)
- Santo André/Pirelli (SP)....
- Leite Moça/Sorocaba (SP)
- Unimed/Brasil (SP)
- Perdigão/Divino (SP)
- Constecca/Sedox (SP)
- Unimep/Piracicaba (SP)
- Seara/Paulínia (SP)
- Virginia
- Filadélfia
- Fluminense (RJ)
- Paraná Basquete (PR)
- Quaker/Jundiaí (SP)
- Automóvel Clube/Campos (RJ)
- Clube de Desportos da Maxaquene